# Ralph Waldo Emerson

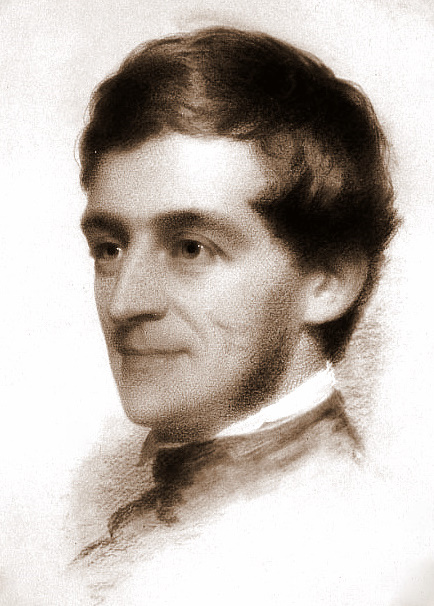
Ralph Waldo Emerson (1846)

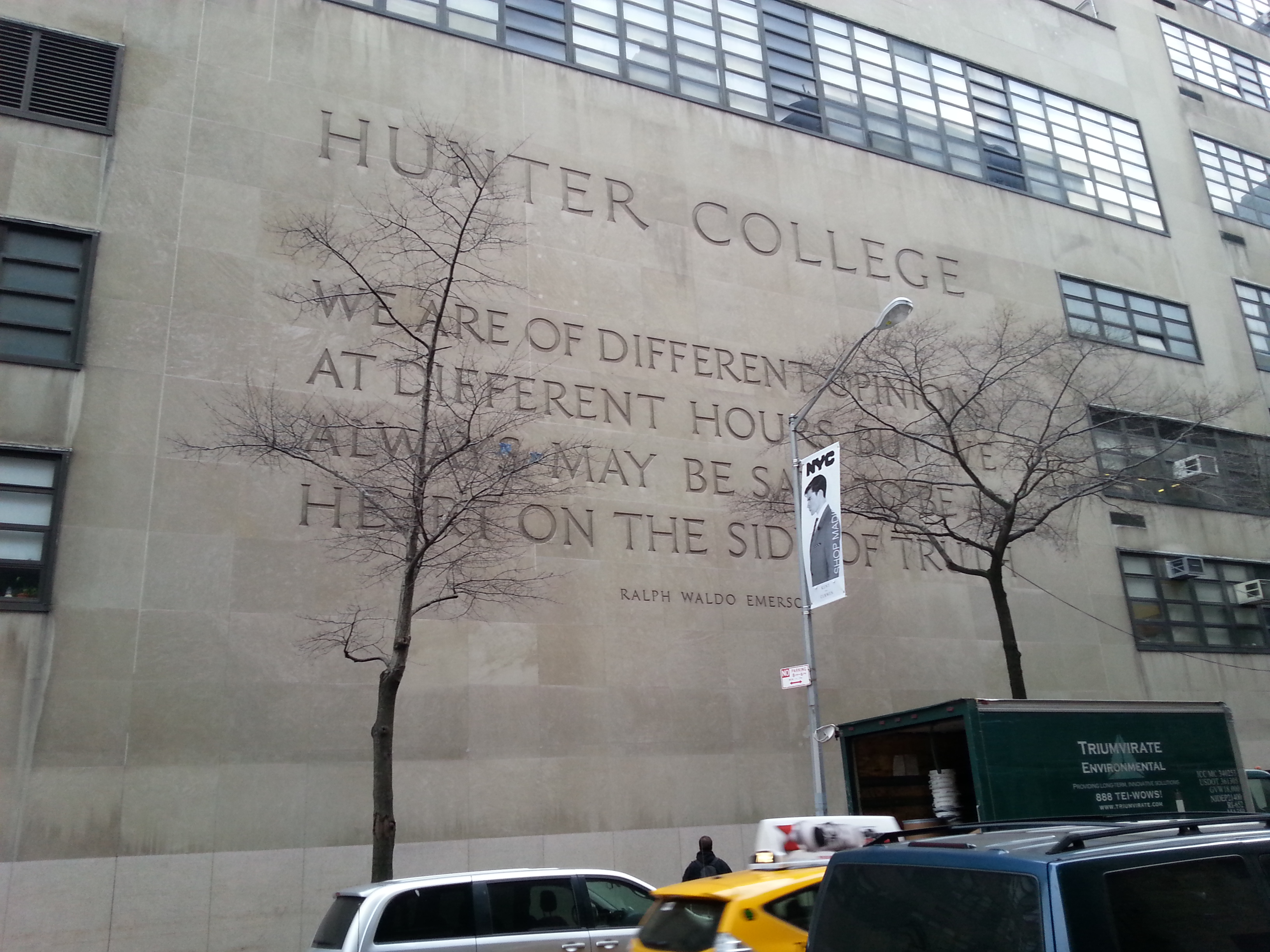
Inschrift mit einem Zitat von Ralph Waldo Emerson an der Wand des Hunter College in New York.

Ralph Waldo Emerson (* 25. Mai 1803 in Boston, Massachusetts; † 27. April 1882 in Concord, Massachusetts) war ein US-amerikanischer Philosoph und Schriftsteller.
In seinen zahlreichen Vorträgen, Schriften und Gedichten betonte Emerson in vielfältiger Form seine Forderung nach einer radikalen Erneuerung und geistigen Selbstbestimmung der amerikanischen Kultur und Literatur und begründete damit eine Traditionslinie, die nicht nur die amerikanische Literatur-, sondern auch die Philosophiegeschichte der Vereinigten Staaten, vor allem in der Rezeption durch William James, maßgeblich beeinflusste.

## Leben

### Kindheit
Ralph Waldo Emerson wurde in einem Pfarrhaus als Sohn von William Emerson (1769–1811) und Ruth Haskins (1768–1853) geboren. Er war das dritte von acht Kindern. Emersons Vater war unitarischer Pastor und starb mit 42 Jahren, als Emerson acht Jahre alt war. Nach dem Tod des Vaters oblag die intellektuelle Bildung Emersons seiner Tante Mary Moody Emerson.

### Ausbildung zum Pastor und erste Ehe
Ab 1817 studierte er in Harvard, graduierte dort 1825 und bekam 1826 seine Lizenz, die ihm erlaubte, als unitarischer Pastor zu arbeiten. Drei Jahre später wurde er als Assistent von Henry Ware an die Unitarian Second Church of Boston berufen.
Am 30. September 1829 heiratete er Ellen Louisa Tucker, die am 8. Februar 1831 im Alter von 19 Jahren starb. 1832 legte er sein geistliches Amt nieder und wandte sich von der traditionellen Theologie ab.

### Europareise und zweite Ehe
Nach dem Tod seiner Frau begab er sich auf eine Europareise, auf der er zwischen 1832 und 1833 Bekanntschaft mit Thomas Carlyle, William Wordsworth und Samuel Taylor Coleridge machte. Auf dieser Reise lernte Emerson auch den deutschen Idealismus und indische Philosophien kennen, was später in seinem Werk Spuren hinterlassen sollte.
Nach seiner Rückkehr heiratete er 1835 Lydia Jackson (1802–1892) und zog mit ihr nach Concord in Massachusetts. Sie hatten vier gemeinsame Kinder: Waldo Emerson (1836–1842), Ellen Tucker Emerson (1839–1909), Edith Emerson (1841–1929) und Edward Waldo Emerson (1844–1930).

### Tätigkeit als Schriftsteller

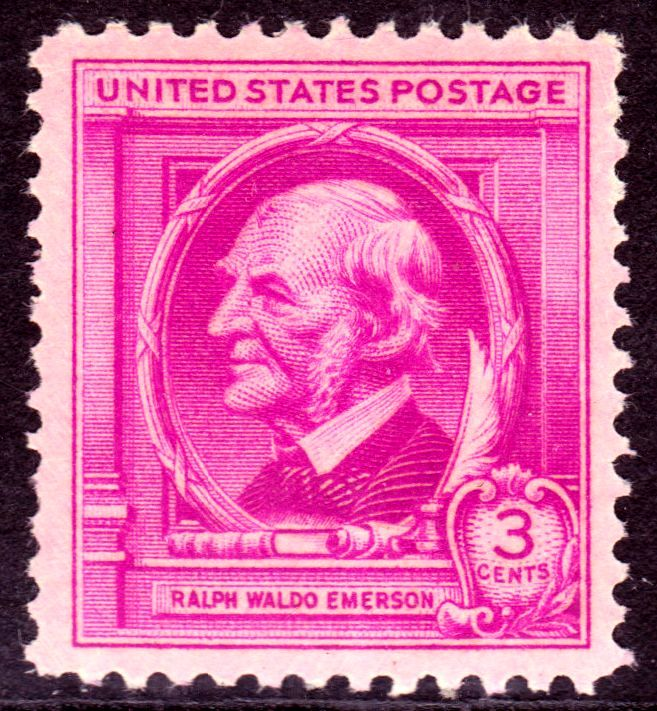
Briefmarke von 1940

Sein erstes Buch, Nature, veröffentlichte er 1836 im Alter von 33 Jahren. In dieser Sammlung von Essays vertrat er sein Bekenntnis, dass Menschen in einfacher Art und Weise und im Einklang mit der Natur leben sollten. In der Natur sah er die wahre Quelle der göttlichen Offenbarung. Zugleich stellte er die Bedeutung der schöpferischen Tätigkeit des Menschen als Anschubkraft für eine grundlegende Erneuerung und Quelle der Freiheit und Selbstbestimmung des Individuums heraus. So endete Nature mit dem berühmten Appell Emersons: Build, therefore, your own world. Das Göttliche begriff Emerson nicht länger als äußere oder höhere Macht, sondern sah es als in den Menschen selbst hineinverlegt. Dabei entwickelte er in Nature eine der Grundfiguren seines Denkens, die transzendentalistische Triade, die Selbst, Natur und Überseele (self, nature, Oversoul) umfasst. Emerson zufolge ist die Überseele keine autonome, von der Welt der Erscheinungen abgelöste Instanz, sondern hierin ebenso wirksam wie im menschlichen Geist. Der Mensch kann nach Emerson daher sowohl durch Naturbeobachtung wie auch durch Introspektion unmittelbar am Göttlichen teilhaben. Dem Sehen schreibt er demnach eine bedeutende Rolle zu. Er illustriert dies mit seiner Metapher des transparent eyeball.
Seine Vorlesungen The American Scholar (1837) und Address at Divinity College (1838) führten 1838 zu seiner Suspendierung von der Harvard University, was ihm jedoch Anerkennung unter den Studenten einbrachte, von denen sich einige den Transzendentalisten anschlossen. Emerson galt seitdem als führender Kopf dieser Bewegung in Amerika. Zusammen mit Amos Bronson Alcott, Margaret Fuller, George Ripley und Henry David Thoreau gründete er 1840 die Zeitschrift The Dial (1840–1844), die als „Medium für neue Ideen und Äußerungen, die ernsthafte Denker in jeder Gesellschaft interessieren“ gedacht war.
Ab 1850 begannen seine Werke erfolgreicher zu werden, darunter beispielsweise Conduct Of Life (1860) und Society And Solitude (1870). 1864 wurde er in die American Academy of Arts and Sciences und 1867 in die American Philosophical Society gewählt. Einladungen zu Vorlesungen, die Verleihung der Ehrendoktorwürde und die Wahl in den Aufsichtsrat der Harvard University, die ihn in jungen Jahren suspendiert hatte, zeigten ebenfalls die spätere akademische Anerkennung Emersons.
Sein Gespür für literarische Begabungen bewies er, als er Walt Whitman eine große Karriere prophezeite, nachdem dieser ihm 1855 ein Exemplar der Leaves of Grass zugesandt hatte. Wiederholt wurde er zum Mentor junger Talente. Er ermutigte amerikanische Intellektuelle, dem europäischen Einfluss zu entfliehen, und betonte die kulturelle Unabhängigkeit der amerikanischen Nation.

### Emerson und Sklaverei
Emerson war ein erklärter Gegner der Sklaverei und stand bereits vor Ausbruch des Amerikanischen Bürgerkriegs in intellektuellem Austausch mit Abraham Lincoln. Erstmals 1838 vertrat Emerson eine aktive Position im amerikanischen Abolitionismus, indem er öffentlich den Mord an Elijah Parish Lovejoy, einem amerikanischen Politiker und Sklaverei-Gegner, verurteilte. 1854 hielt er seine Rede The Fugitive Slave Law in New York, in der er die Sklavereigesetze der USA als überholt und moralisch fragwürdig kritisiert.
Neben seinem Freund Charles Sumner und James Russell Lowell war er ein frühes Mitglied des 1855 in Boston gegründeten Saturday Club, einer Gruppe von Schriftstellern, Philosophen und Intellektuellen, die sich offen gegen die Sklaverei aussprachen.
Nach dem Stockangriff auf Charles Sumner im Kongress 1856 bezog Emerson in einer Rede in Concord mit den Worten „I think we must get rid of slavery, or we must get rid of freedom.“ (zu dt. „Ich denke, wir müssen uns entweder der Sklaverei entledigen oder wir müssen uns der Freiheit entledigen.“) klarer als zuvor Position gegen die Sklaverei.
Während des Amerikanischen Bürgerkriegs besuchte Emerson Washington, D. C., hielt dort öffentliche Reden und traf Präsident Abraham Lincoln, für den er bereits in der vorangegangenen Wahl 1860 gestimmt hatte. Zwar teilten er und Lincoln wesentliche Einstellungen zum Abolitionismus, doch war Emerson davon enttäuscht, dass Lincoln den Erhalt der Union der Vereinigten Staaten über die Abschaffung der Sklaverei stellte.  Nach Lincolns Ermordung 1865 hielt Emerson die Trauerrede auf dessen Beerdigung, in der er Lincolns pragmatischen und den Umständen der Zeit entsprechend angemessenen Umgang mit Sklaverei anerkannte und ihn als außerordentlichen Staatsmann lobte.

### Abschied
Nach dem Brand seines Hauses 1872 begann Ralph Waldo Emerson sich immer mehr aus der Öffentlichkeit zurückzuziehen. Am 27. April 1882 starb er in Concord, Massachusetts.

## Werke (Auswahl)
- Nature (1836).

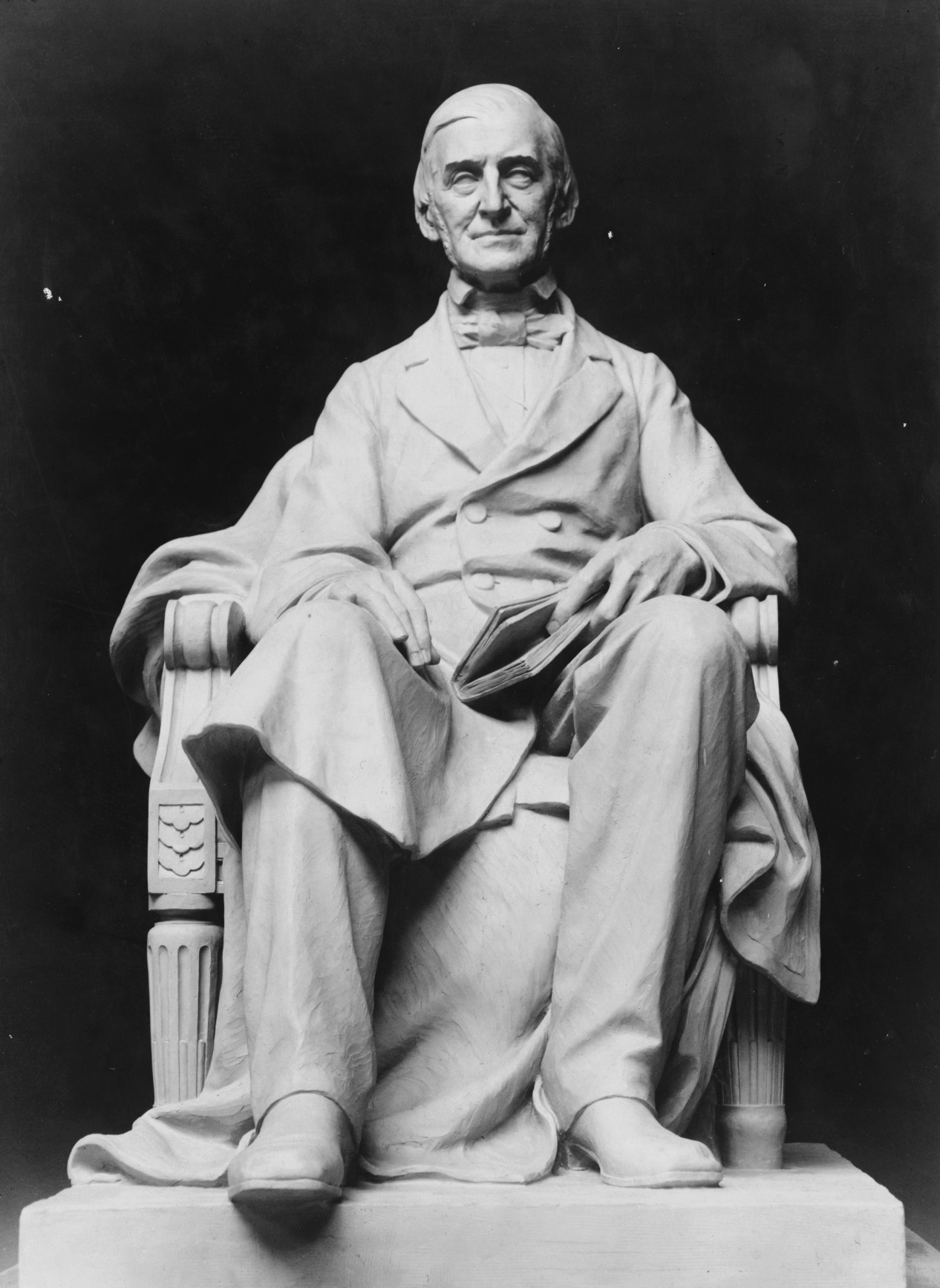
Statue Ralph Waldo Emerson

  - Natur (Essays). Herausgegeben und übersetzt von Harald Kiczka. Novalis-Verlag, Schaffhausen 1981, ISBN 3-7214-0077-1.
  - Die Natur. Ausgewählte Essays. Hrsg. von Manfred Pütz. Einleitung, Übersetzung und Anmerkungen von Manfred Pütz und Gottfried Krieger. Reclam, Stuttgart 1982, ISBN 3-15-023702-5.
- The American Scholar (1837), Divinity School Address (1838), Thoreau (1862).
  - deutsch in: Drei Ansprachen. Über Bildung, Religion und Henry David Thoreau. Einleitung von Dieter Schulz. Derk Janßen Verlag, Freiburg 2007, ISBN 978-3-938871-01-0.
- Self-Reliance (1848).
- Conduct Of Life (1860).
  - In deutscher Sprache als Lebensführung, Lebensgestaltung sowie Schicksal erschienen.
- May-day and other pieces (1867).
- Society And Solitude (1870).
- Journals.
  - Die Tagebücher. Ausgewählt von Bliss Perry, übertragen von Franz Riederer. Mit einem Nachwort von Eduard Baumgarten. Kröner Verlag, Stuttgart 1954.
  - Tagebücher, Übersetzt, herausgegeben und kommentiert von Jürgen Brôcan. Matthes & Seitz, Berlin 2022, ISBN 978-3-95757-541-8.
- Representative Men.
  - Repräsentanten der Menschheit. Mit einem Essay über Emerson von Maurice Maeterlinck. Aus dem Amerikanischen neu übertragen von Veronika Schäfer-Foehn unter Verwendung der älteren Übersetzung von Oskar Dähnert und Heinrich Conrad. Oesch, Zürich 1987, ISBN 3-85833-286-0.
  - Repräsentanten der Menschheit. Sieben Essays. Aus dem Amerikanischen von Karl Federn. Mit einem Nachwort von Egon Friedell. Diogenes, Zürich 1996, ISBN 3-257-21696-3.

## Reden & Essays (Auswahl)
Zahlreiche Reden und Essays Emersons erschienen in Deutschland in unterschiedlichen Zusammenstellungen unter verschiedenen Titeln. Es folgt lediglich eine begrenzte Auswahl.
- The Lord’s Supper (1832)
- War (1838)
  - In deutscher Sprache als: Über den Krieg. Deutsch von Sophie von Harbou, Verlag Friedens-Warte, Berlin 1914
- The Fugitive Slave Law (1854)
- John Brown. Speech at Salem (1860)
- Power (1860)
- American Civilization (1862)
- Abraham Lincoln. Remarks at the Funeral Service held in Concord (1865)
- Walter Scott. Remarks at the Celebration by the Massachusetts Historical Society (1871)
- The Fortune of the Republic (1878)

Die aufgeführten Werke sind neben anderen in dem Sammelband Miscellanies, ISBN 0-543-90658-2, zu finden.